# Ceny Jantar
Moravskoslezské kulturní Ceny Jantar nebo jen Ceny Jantar je česká kulturní cena pro umělce, jejichž tvorba je silně spojena s Moravskoslezským krajem. Iniciátorem cen je internetový kulturní portál Ostravan.cz a galavečer spojený s oceňováním laureátů zajišťuje společnost ProJantar s.r.o.. Celý projekt finančně podporuje Moravskoslezský kraj. Od roku 2018 je symbolizována skleněnou sošku, která má základnu ve tvaru pěticípé hvězdy a na jejímž vrcholku se třpytí drobný jantar od sochařky Šárky Mikeskové.
Ocenění jsou udělována v oblastech divadla, hudby, výtvarného umění a literatury. Od roku 2019 se také udělují ceny za celoživotní dílo.

## Laureáti

### 2017
S nominacemi seznamuje tisková zpráva. Slavnostní vyhlášení se uskutečnilo 15. dubna 2018 v multifunkční aule Gong.
- Interpret roku: David Stypka
- Interpretka roku: Vladivojna La Chia
- Kapela roku: David Stypka & Bandjeez
- Píseň roku: Dobré ráno, milá
- Sólista roku: Lukáš Vondráček
- Hudební těleso roku: Permoník Choir Karviná
- Autor roku: Jaroslav Žila (in memoriam)
- Výtvarný umělec roku: Hana Puchová
- Herečka roku: Pavla Dostálová
- Herec roku: David Viktora
- Operní pěvkyně roku: Barbora Řeřichová
- Operní pěvec roku: Svatopluk Sem
- Muzikálová zpěvačka roku: Martina Šnytová
- Muzikálový pěvec roku: Lukáš Adam
- Tanečnice roku: Barbara Šulcová
- Tanečník roku: Rei Masatomi

### 2018
Slavnostní vyhlášení se uskutečnilo 3. března 2019 v multifunkční aule Gong.
- Interpret roku: Tomáš Kačo
- Interpretka roku: Dorota Barová
- Kapela roku: February
- Píseň roku: Nedivoč: Fotky z výletu
- Sólista roku: Daniel Skála
- Hudební těleso roku: Janáčkova filharmonie Ostrava
- Autor roku: Irena Šťastná
- Výtvarný umělec roku: Jiří Šigut
- Herečka roku: Pavla Gajdošíková
- Herec roku: Josef Kaluža
- Operní pěvkyně roku: Veronika Holbová
- Operní pěvec roku: Pavel Klečka
- Muzikálová zpěvačka roku: Kateřina Marie Fialová
- Muzikálový pěvec roku: Ján Slezák
- Tanečnice roku: Sawa Shiratsuki
- Tanečník roku: Sergio Mendéz Romero
- Za celoživotní dílo: Jindřich Štreit
- Za celoživotní dílo: Marie Rottrová

### 2019
Slavnostní vyhlášení se uskutečnilo 31. srpna 2020 v multifunkční aule Gong.
- Interpret roku: Tomáš Kočko
- Interpretka roku: Beata Hlavenková
- Kapela roku: Mirai
- Píseň roku: Bouře (KOFE-IN)
- Instrumentalista roku: Ivo Kahánek
- Autor roku: Petr Hruška
- Výtvarný umělec roku: Aleš Hudeček
- Herečka roku: Lada Bělašková
- Herec roku: Jakub Burýšek
- Operní pěvkyně roku: Kateřina Kněžíková
- Operní pěvec roku: Luciano Mastro
- Muzikálová zpěvačka roku: Martina Šnytová
- Muzikálový pěvec roku: Tomáš Savka
- Tanečnice roku: Shino Sakurado
- Tanečník roku: Matthias Kastl
- Za celoživotní dílo: Eduard Ovčáček
- Za celoživotní dílo: Milan Báchorek

### 2020
Slavnostní vyhlášení se uskutečnilo 31. srpna 2021 v multifunkční aule Gong. Kvůli uzavření divadel během pandemie covidu-19 se neudělovaly ceny v divadelních kategoriích.
- Interpret roku: Jaromír Nohavica
- Interpretka roku: Pavla Gajdošíková
- Kapela roku: Behind the Door
- Píseň roku: Prásknu bičem (Jiří Krhut & Štěpán Kozub)
- Instrumentalista roku: Karel Dohnal
- Hudební těleso roku: Trio barokní hudby
- Autor roku: Lenka Kuhar Daňhelová
- Výtvarný umělec roku: Jiří Surůvka
- Divadlo online: Komorní scéna Aréna a Divadlo Mír
- Za celoživotní dílo: Marta Roszkopfová
- Za celoživotní dílo: Rudolf Bernatík

### 2021
Slavnostní vyhlášení se uskutečnilo 25. dubna 2022 v multifunkční aule Gong.
- Populární hudba: David Stypka & Bandjeez
- Populární hudba: Ewa Farna
- Populární hudba: Dorota Barová
- Populární hudba: Beata Hlavenková
- Populární hudba (Cena Davida Stypky): Jura Bosák
- Vážná hudba: Hana Kotková
- Vážná hudba: Ostravská banda
- Literatura: Roman Polách
- Výtvarné umění: Eliška Čabalová
- Činoherní divadlo: Markéta Matulová
- Činoherní divadlo: Norbert Lichý
- Činoherní divadlo (Cena za roli do 33 vět): Dušan Urban
- Inscenace roku na velké scéně: Edmond (Slezské divadlo Opava, režie: Jiří Seydler)
- Inscenace roku na malé scéně: Planu (Studio G, režie: Marek David)
- Operní divadlo: Markéta Böhmová
- Operní divadlo: Luciano Mastro
- Muzikál a opereta: Hana Fialová
- Muzikál a opereta: Tomáš Savka
- Baletní divadlo: Brittany Catalinas Haws
- Kalený jantar-Cena pro osobnost nezávislé scény: Jana Ryšlavá (Move Ostrava)
- Za celoživotní dílo: Viktor Kolář
- Za celoživotní dílo: Eva Šeinerová

### 2022
Slavnostní vyhlášení se uskutečnilo 17. dubna 2023 v Domě kultury Poklad.
- Populární hudba: Nikol Bóková
- Populární hudba: Nika
- Populární hudba (Cena Davida Stypky): Vladimír Javorský
- Vážná hudba: Tomáš Vrána
- Literatura: Miroslav Černý
- Výtvarné umění: Lenka Klodová
- Činoherní divadlo: Markéta Haroková
- Inscenace roku: Krzywy kościoł (Těšínské divadlo, režie: Radovan Lipus)
- Operní divadlo: Pavol Kubáň
- Muzikál a opereta: Tomáš Savka
- Baletní divadlo: Francesco Fasano
- Kalený jantar-Cena pro osobnost nezávislé scény: Korobushka Records
- Za celoživotní dílo: Eduard Halberštát

### 2023
Slavnostní vyhlášení se uskutečnilo 22. dubna 2024 v Domě kultury Poklad.
- Populární hudba: Radovan Šťastný a Michal Žáček
- Populární hudba: Nikol Bóková
- Vážná hudba: Jiří Vodička
- Literatura: Elli Tiliu Motýlová
- Výtvarné umění: Jakub Špaňhel
- Činoherní divadlo: Kamila Janovičová
- Činoherní divadlo: Norbert Lichý
- Inscenace roku: Otec (Divadlo Petra Bezruče, režie: Jan Holec)
- Operní divadlo: Kateřina Hebelková
- Operní divadlo: Gianluca Zampieri
- Muzikál a opereta: Michaela Horká
- Muzikál a opereta: Juraj Čiernik
- Baletní divadlo: Shino Sakurado
- Kalený jantar-Cena pro osobnost nezávislé scény: Spolek Bludný kámen
- Za celoživotní dílo: Norbert Lichý (in memoriam)
- Za celoživotní dílo: Patricia Burda Janečková (in memoriam)

### 2024
Slavnostní vyhlášení se uskutečnilo 19. května 2025 v Domě kultury Poklad.
- Populární hudba: Point of Few
- Populární hudba: Nikol Bóková
- Vážná hudba: Martin Kasík
- Literatura: Jan Kunze
- Výtvarné umění: Daniel Balabán
- Činoherní divadlo: Petra Kocmanová
- Činoherní divadlo: Petr Panzenberger
- Inscenace roku: Marie Stuartovna (Divadlo Petra Bezruče, režie: Jan Holec)
- Operní divadlo: Tereza Kavecká
- Operní divadlo: Pavol Kubáň
- Muzikál a opereta: Markéta Schimmerová Procházková
- Muzikál a opereta: Lukáš Adam
- Baletní divadlo: Giuseppe Iodice
- Cena Davida Stypky: Jiří Krhut
- Zvláštní cena za trilogii Šikmý kostel I. - III.: Karin Lednická
- Zvláštní Cenu Jantar za Smetanovský operní cyklus Ostrava 2024: Jiří Nekvasil
- Za celoživotní dílo: Petr Kotík